# Xomulco
Xomulco är en ort i Mexiko.   Den ligger i kommunen Ixhuatlán de Madero och delstaten Veracruz, i den sydöstra delen av landet, 180 km nordost om huvudstaden Mexico City. Xomulco ligger 185 meter över havet och antalet invånare är 194.
Terrängen runt Xomulco är huvudsakligen kuperad, men åt nordost är den platt. Runt Xomulco är det ganska tätbefolkat, med 100 invånare per kvadratkilometer. Närmaste större samhälle är Tlachichilco, 15,1 km sydväst om Xomulco. I omgivningarna runt Xomulco växer huvudsakligen savannskog.